# Jan Hesse
Jan Hesse (ur. 2 grudnia 1938 w Łodzi, zm. 26 października 2022 w Warszawie) – operator filmowy.
W 1965 roku ukończył studia na Wydziale Operatorskim PWSTiF w Łodzi. Dyplom otrzymał w 1967 roku.

## Wybrana filmografia
- Testament (1969)
- Chleba naszego powszedniego (1974)
- 07 zgłoś się (1976–1987)
- Gazda z Diabelnej (1979)
- Życie Kamila Kuranta (1982)